# 1596
Відродження •  Реформація •  Доба великих географічних відкриттів •  Ганза •  Нідерландська революція •  Релігійні війни у Франції •  Річ Посполита •  Запорозька Січ

## Геополітична ситуація
Османську державу очолює Мехмед III (до 1603). Під владою турецького султана перебувають Близький Схід та Єгипет, Середземноморське узбережжя Північної Африки, частина Закавказзя, значні території в Європі: Греція, Болгарія і Сербія. Васалами турків є Волощина, Молдова й Трансильванія.
Священна Римська імперія — наймогутніша держава Європи. Її територія охоплює, крім німецьких земель, Угорщину з Хорватією, Богемію, Північну Італію. Її імператором є Рудольф II з родини Габсбургів (до 1612).
Габсбург Філіп II Розсудливий є королем Іспанії (до 1598) та Португалії. Йому належать Іспанські Нідерланди, південь Італії, Нова Іспанія та Нова Кастилія в Америці, Філіппіни. Португалія, попри правління іспанського короля, залишається незалежною. Вона має володіння в Бразилії, в Африці, в Індії, на Цейлоні, в Індійському океані й Індонезії.
На півночі Нідерландів утворилася Республіка Об'єднаних провінцій. Формальний король Франції — Генріх Наваррський. Королевою Англії є Єлизавета I (до 1603). Король Данії та Норвегії — Кристіан IV Данський (до 1648). Король Швеції — Сигізмунд III Ваза (до 1599). На Апеннінському півострові незалежні Венеціанська республіка та Папська область.
Королем Речі Посполитої, якій належать українські землі, є Сигізмунд III Ваза (до 1632). На півдні України існує Запорозька Січ.
У Московії править Федір I Іванович (до 1598). Існують Кримське ханство, Ногайська орда.
Шахом Ірану є сефевід Аббас I Великий (до 1629).
Значними державами Індостану є Імперія Великих Моголів, Біджапурський султанат, султанат Голконда, Віджаянагара. У Китаї править династія Мін. У Японії триває період Адзуті-Момояма.

## Події

### В Україні
- Король Речі Посполитої Сигізмунд III Ваза скликав у Бересті собор, що через непримиренність позицій розколовся надвоє. Обидва собори, православний і уніатський, відбулись 8-10 жовтня й навіть не спробували знайти способів порозумітися: уніатський проголосив з'єднання з римсько-католицькою церквою під проводом Папи Римського, а православний засудив унію.
- У Києві розпочинається 40-літня боротьба православних з уніатами.
- 18 березня король Сигізмунд III Ваза переніс столицю Польщі з Кракова до Варшави.
- 23 — 24 березня відбулася битва українських повстанців з польсько-шляхетським військом під Гострим Каменем (поблизу села Трипілля на Київщині).
- Остаточної поразки повстання Северина Наливайка зазнало після Солоницького бою.

### У світі

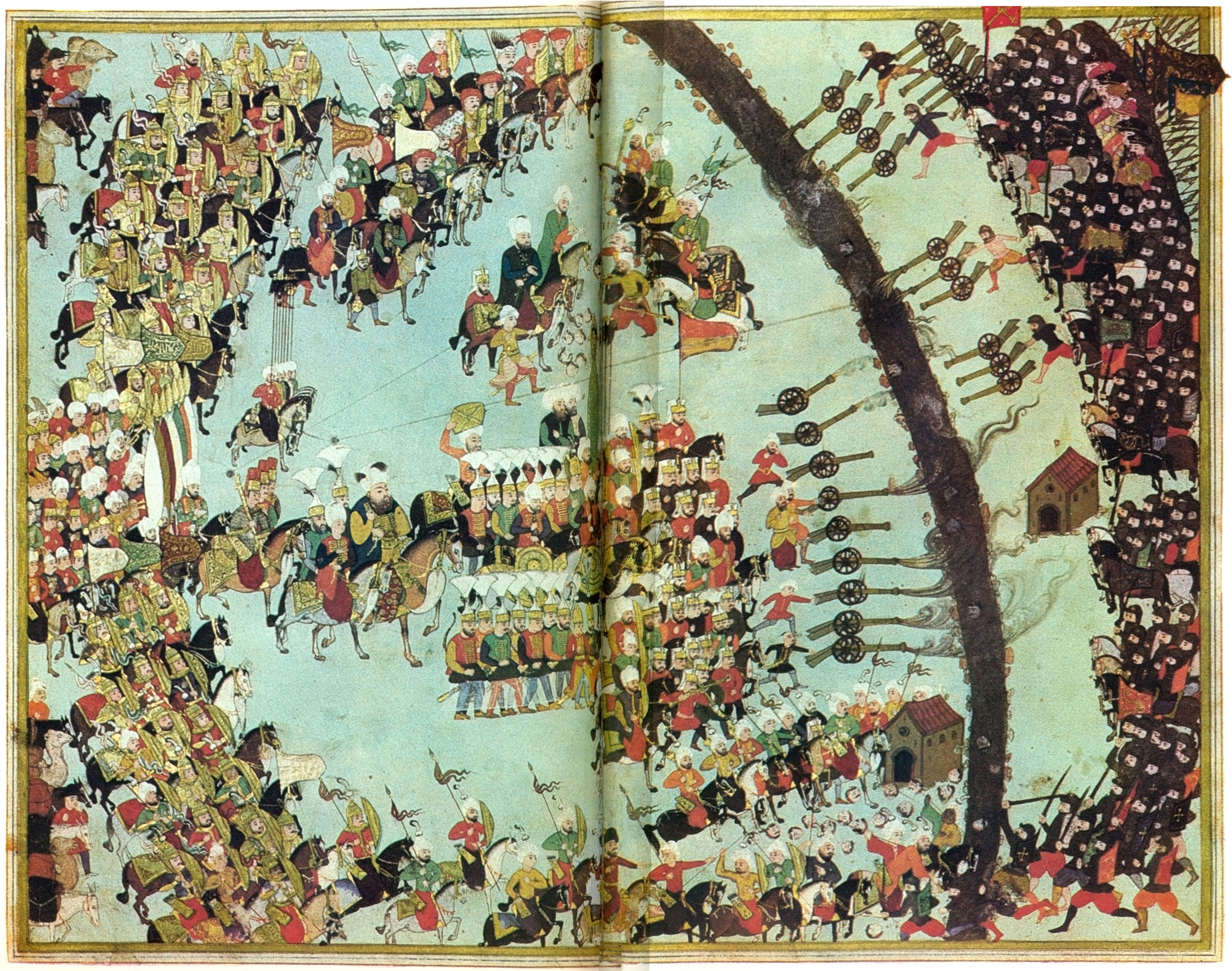
Битва під Керестешом. З турецького рукопису.

- В Європі поширилися голод та чума. В Англії спалахнули голодні бунти. королева Єлизавета I через нестачу харчів звеліла вигнати з країни усіх африканців.
- Турки завдали поразки об'єднаним силам Габсбурґів та Трансильванії поблизу Керестеша.
- Повстання проти турків піднялося в Сербії.
- Корнеліс де Гаутман першим із нідерландців здійснив подорож до берегів Індонезії.
- Віллем Баренц у своїй третій експедиції в Арктику відкрив острови Ведмежий та Шпіцберген.
- Англія та Франція, пізніше Нідерланди, домовилися про спільні дії проти Іспанії.
- Триває війна між Іспанією та Англією. Іспанці захопили Кале, англійці здобули Кадіс. 18 жовтня шторм розтрощив другу іспанську армаду.
- До Брюсселя прибув новий штатгальтер Іспанських Нідерландів Альбрехт VII Австрійський.
- Давид Фабрицій відкрив першу змінну зірку Міра.
- У Японії Тойотомі Хідейосі прогнав китайських послів, що привезли образливого листа від імператора династії Мін. Розпочалася друга фаза японо-корейської війни.
- 8 грудня відбулося велике аутодафе в Мехіко.

## Народились
Див. також: Категорія:Народились 1596
- 31 березня — Рене Декарт, французький філософ, фізик, фізіолог, математик, основоположник аналітичної геометрії.
- 22 липня — Романов Михайло Федорович, перший московський цар (1613—1645) з династії Романових.
- 3 вересня — Ніколо Аматі, італійський майстер виготовлення скрипок.
- 31 грудня — Могила Петро Симеонович, святий; політичний, церковний і освітній діяч України

## Померли
Див. також: Категорія:Померли 1596
- 28 січня — Френсіс Дрейк, англійський адмірал, герой багатьох морських боїв.
- Сасько Федорович — козацький ватажок, убитий в битві під Гострим Каменем під Білою Церквою.